# Livonia (Luisiana)
Livonia es un pueblo ubicado en la parroquia de Pointe Coupee en el estado estadounidense de Luisiana. En el Censo de 2010 tenía una población de 1442 habitantes y una densidad poblacional de 293,96 personas por km².

## Geografía
Livonia se encuentra ubicado en las coordenadas 30°33′44″N 91°33′0″O / 30.56222, -91.55000. Según la Oficina del Censo de los Estados Unidos, Livonia tiene una superficie total de 4.91 km², de la cual 4.91 km² corresponden a tierra firme y (0%) 0 km² es agua.

## Demografía
Según el censo de 2010, había 1442 personas residiendo en Livonia. La densidad de población era de 293,96 hab./km². De los 1442 habitantes, Livonia estaba compuesto por el 90.15% blancos, el 7.28% eran afroamericanos, el 0.28% eran amerindios, el 0.14% eran asiáticos, el 0% eran isleños del Pacífico, el 0.49% eran de otras razas y el 1.66% pertenecían a dos o más razas. Del total de la población el 1.73% eran hispanos o latinos de cualquier raza.